# Cronk ny Merriu
Koordinaten: 54° 6′ 9,4″ N, 4° 34′ 29,5″ W
Cronk ny Merriu (deutsch „Hügel der Toten“) ist eines von etwa 20 Promontory Forts an der Küste der Isle of Man. Es liegt im Süden auf der Ostseite der Insel in der Nähe von Santon, mit Blick auf den kleinen Naturhafen von Port Grenaugh. Es ist eine kleine Anlage aus der Eisenzeit mit Wällen und Gräben, die aber keine eigene Versorgung mit Wasser hat und insofern wie viele Anlagen dieser Art für militärische Zwecke ungeeignet war. Der Standort bietet gute Aussicht auf die umliegende Küste. 

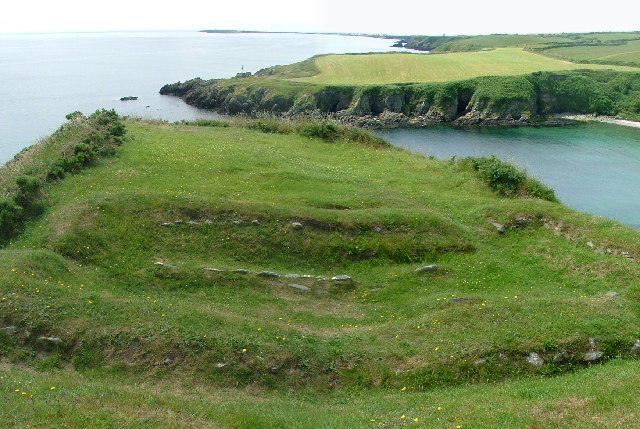
Cronk ny Merriu

Errichtet etwa um die Zeitenwende, während der keltischen Eisenzeit, wurde der Komplex während der nordischen Periode ab dem 8. Jahrhundert wieder benutzt. Hinter der Walllinie befinden sich die Reste einer Siedlung. Die Fundamente eines nahezu rechteckigen Gebäudes aus dieser Zeit sind sichtbar. Es hat drei Türen und eine zentrale Feuerstelle.